# Hrabia de Teba (obraz Francisca Goi)
Hrabia de Teba (hiszp. Retrato del conde de Teba) – obraz olejny hiszpańskiego malarza Francisca Goi. Portret przedstawia oficera, prawdopodobnie hrabiego de Teba. Znajduje się w zbiorach Frick Collection w Nowym Jorku.

## Okoliczności powstania
Na początku XIX wieku tytuł hrabiego de Teba nosili kolejno bracia Guzmán de Palafox y Portocarrero: Eugenio (1773–1834) i Cipriano (1784–1839). Starszy Eugenio nosił tytuł do 1808 roku, kiedy odziedziczył po zmarłej matce tytuł hrabiego de Montijo, a kolejnym hrabią de Teba został jego młodszy brat Cipriano. Obaj bracia byli wojskowymi, podobnie jak ich ojciec. Eugenio wyróżnił się patriotyczną postawą walcząc w hiszpańskiej wojnie niepodległościowej przeciwko armii Napoleona. Jako adwersarz wpływowego sekretarza stanu Manuela Godoya brał udział w zamieszkach w Aranjuez. Był osobą wykształconą, został mianowany honorowym członkiem Królewskiej Akademii Sztuk Pięknych św. Ferdynanda i Hiszpańskiej Akademii Królewskiej. Cipriano wbrew swojej rodzinie popierał Napoleona, wierząc, że zreformuje Hiszpanię. W 1812 roku został ranny w bitwie pod Salamanką – stracił oko, a kula armatnia złamała mu nogę. W tym samym roku wyjechał z Hiszpanii towarzysząc Józefowi Bonaparte i wstąpił do francuskiej armii. Napoleon wyróżnił go Legią Honorową. Wrócił do Hiszpanii po ogłoszeniu amnestii dla profrancuskich kolaborantów przez Ferdynanda VII.
W pierwszym katalogu prywatnej kolekcji Henry’ego Claya Fricka z 1914 roku portretowany jest identyfikowany jako młodszy z braci – Cipriano. Obraz jest datowany na 1810 rok. Podobnie identyfikuje modela Elizabeth Du Gué Trapier w publikacji z 1964 roku. José Gudiol datował obraz na lata 1803–1806 oraz z rezerwą identyfikował postać jako Eugenia, który w tym okresie nosił jeszcze tytuł hrabiego de Teba. Jako Eugenia identyfikuje go także José Camón Aznar w katalogu z 1980 roku.

## Opis obrazu
Hrabia został przedstawiony w półpostaci, na ciemnozielonym tle. Uwaga widza skupia się na bladej twarzy, jego rysy są szlachetne, a mina zawzięta. Hrabia uosabia prototyp bohatera walki o niepodległość, pełnego temperamentu poszukiwacza przygód z włosem zwichrzonym wiatrem niedbale opadającym na czoło. Ciemnozielony mundur ze srebrnymi węzłami austriackimi niemal zlewa się z tłem. Błyszczące ozdoby na piersi tworzą po obu stronach munduru zygzakowaty wzór. Spod wysokiego futrzanego kołnierza widać czarny halsztuk oraz wąskie pasy bieli i czerwieni, ten ostatni może być wstęgą orderu. Możliwe, że adiutant, którego Goya namalował na portrecie Manuel Godoy jako książę Pokoju to właśnie hrabia de Teba.
Związany zawodowo z rodziną hrabiów de Montijo Goya sportretował także dwie siostry Eugenia i Cipriana – markizę de Lazán i markizę de Villafranca.

## Proweniencja
Obraz należał do kolekcji José Lázaro Galdiano w Madrycie i Eric Galleries w Nowym Jorku. Od 1914 roku należał do Henry’ego Claya Fricka, obecnie jest eksponowany we Frick Collection w Nowym Jorku.